# Dogoia dimonica
Dogoia dimonica is een vlinder uit de familie van de Nachtpauwogen (Saturniidae), uit de onderfamilie van de Saturniinae.
De wetenschappelijke naam van de soort is voor het eerst gepubliceerd door Philippe Darge in 2008.
De soort komt voor in Congo-Brazzaville.